# Исикава, Наохиро
Наохиро Исикава (яп. 石川 直宏, род. 12 мая 1981, Йокосука, Канагава) — японский футболист.

## Клубная карьера
На протяжении своей футбольной карьеры выступал за клубы «Иокогама Ф. Маринос» и «Токио».

## Карьера в сборной
С 2003 по 2012 год сыграл за национальную сборную Японии шесть матчей.

### Статистика за сборную
| Сборная Японии | Сборная Японии | Сборная Японии |
| Год            | Матчи          | Голы           |
| -------------- | -------------- | -------------- |
| 2003           | 1              | 0              |
| 2004           | 1              | 0              |
| 2005           | 0              | 0              |
| 2006           | 0              | 0              |
| 2007           | 0              | 0              |
| 2008           | 0              | 0              |
| 2009           | 2              | 0              |
| 2010           | 1              | 0              |
| 2011           | 0              | 0              |
| 2012           | 1              | 0              |
| Итого          | 6              | 0              |

## Достижения
Командные
- Обладатель кубка Императора: 2011
- Обладатель кубка Джей-лиги (2): 2004, 2009

Индивидуальные
- Включён в сборную Джей-лиги; 2009